# 奧爾孔科查湖 (盧克馬區)
8°55′54″S 77°31′52″W / 8.93167°S 77.53111°W
奧爾孔科查湖（Urqunqucha），是秘魯的湖泊，位於該國北部安卡什大區，由馬里斯卡爾盧蘇里加省的盧克馬區負責管轄，面積0.13平方公里，海拔高度4,260米。